# ヴァーツラフ2世 (ボヘミア王)

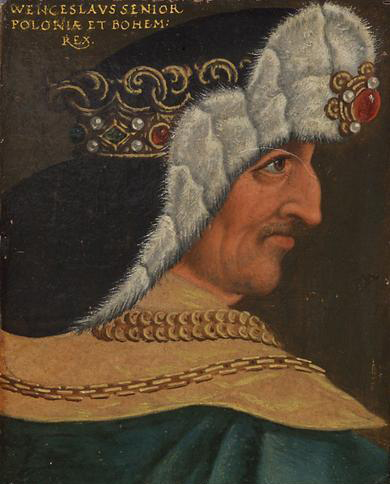
ヴァーツラフ2世（16世紀）

ヴァーツラフ2世（チェコ語: Václav II.、1271年9月27日 - 1305年6月21日）またはヴァツワフ2世（ポーランド語: Wacław II）は、プシェミスル朝のボヘミア王（在位：1278年 - 1305年）及びポーランド王（在位：1300年 - 1305年）。
父はボヘミア王とオーストリア公を兼ねたオタカル2世（大王）、母はその2番目の妃であったスラヴォニア公ロスティスラフの娘でハンガリー王ベーラ4世の孫娘クンフタ。

## 生涯
父が神聖ローマ皇帝の座を巡ってルドルフ1世と争い、1278年にマルヒフェルトの戦いで戦死したため、ボヘミア王位を継承した。しかし、所領の多くをルドルフ1世に奪われ、ボヘミア王国とモラヴィアの継承しか許されなかった。また、王位を継いだ頃は幼少であったため、しばらく政治は重臣の手によって行なわれていた。
1290年から親政を開始する。ヴァーツラフ2世は父の時代の国力を取り戻すため、銀貨（プラハ・グロシュ）や銅貨による貨幣統一を行なった。
同年、ポーランド大公プシェミスウ2世はヴァーツラフ2世にクラクフ公国の支配権を委ね、自身はポーランドの他地域における支配権獲得に専念して国内を統一し、1295年にポーランド王に即位した。しかしプシェミスウ2世は翌1296年に暗殺され、後継者を巡ってヴァーツラフ2世はクヤヴィ公ヴワディスワフ1世と対立した。ヴワディスワフ1世はポーランドの王権の強化と統一を望んだ農民・騎士・聖職者に広く支持されたが、実質的な王位選定権を持つクラクフ公領の有力貴族はピャスト家の支配強化を嫌い、ヴァーツラフ2世を支持して国王に推挙し、ローマ教皇の特許を得た。1300年、ヴァーツラフ2世はポーランド王ヴァツワフ2世として即位した。
しかし、ポーランドにおいてはあくまで外様の形式上の君主であり、実質的な権力はクラクフの貴族たちが握っていた（ヴワディスワフ1世はヴァーツラフ2世との対立を解消し、クラクフ公領を離れて王国内の諸領邦の統一に専念した）。ヴァーツラフ2世は后であったユッタが1297年に死去したため、プシェミスウ2世の一人娘リクサ・エルジュビェタ（チェコ名エリシュカ）と1303年に再婚した。
1301年にハンガリー王家が断絶すると、母方の祖母アンナがアールパード家のベーラ4世の王女であったことから、ハンガリー貴族に迎えられてハンガリーの王権を委ねられ、同年に息子のヴァーツラフ3世をハンガリー王として即位させた。しかしハンガリーにおいてもプシェミスル家は外様に過ぎず、支配できたのはハンガリー貴族たちから譲られた一部の領地のみで、実質的権力は貴族が持っていた。
それでもプシェミスル家はボヘミアに加え、ポーランドとハンガリーの君主を兼ねることになった。プシェミスル家の勢力拡大に対してハプスブルク家のドイツ王アルブレヒト1世（先妻ユッタの兄）は危機感を抱き、婚姻外交によってプシェミスル家の切り崩しを画策するようになる。もともと病弱であったヴァーツラフ2世は、アルブレヒト1世の対応に苦慮する最中の1305年、病のために死去した。后エリシュカはアルブレヒト1世の息子ルドルフと再婚した。
翌1306年、ヴァーツラフ3世が暗殺され、プシェミスル朝は断絶した。同年、ドイツ人のケルンテン公ハインリヒ6世がボヘミア王に即位した（戴冠はしていない）。そこへアルブレヒト1世は軍を率いてプラハを占領し、息子ルドルフをボヘミア王ルドルフ1世として即位させた（戴冠せず）。1307年、ルドルフ1世は反対者をホレショヴィツェの要塞に追い詰めて包囲したが、その最中に赤痢で没した。ハインリヒ6世はボヘミア王に復位した（戴冠せず）が、1310年にルクセンブルク家のヨハンに追放され、ヨハンがボヘミア王に即位した。
ポーランドはヴワディスワフ1世がポーランド大公に即位、1320年に王位を獲得した。ハンガリーではバイエルン公オットー3世が即位したが短期間で退位、代わってカーロイ1世が即位してアンジュー家の世襲となった。

## 子女
ドイツ王ルドルフ1世の娘ユッタと1285年に結婚。4男6女をもうける。
- 長男：プシェミスル・オタカル（1288年生没）
- 次男：ヴァーツラフ3世（1289年 - 1306年） - ボヘミア・ハンガリー・ポーランド王
- 三男：ヤン（1294年生没）
- 四男：ヤン（1295年 - 1296年）
- 長女：アネシュカ（1289年 - 1293年）
- 次女：アンナ（1290年 - 1313年） - 1306年にケルンテン公ハインリヒ6世（ボヘミア王インジフ）と結婚
- 三女：エリシュカ（1292年 - 1330年） - 1310年にルクセンブルク伯ヨハン（ボヘミア王ヤン）と結婚
- 四女：グータ（1293年 - 1294年）
- 五女：マルケータ（1296年 - 1322年） - レグニツァ公ボレスワフ3世と結婚
- 六女：グータ（1297年生没）

ポーランド王プシェミスウ2世の娘リクサ・エルジュビェタ（エリシュカ）と1303年に結婚し、一女をもうける。リクサはヴァーツラフ2世の死後、ハプスブルク家のオーストリア公ルドルフ3世（ボヘミア王ルドルフ1世）と再婚する。
- 七女：アネシュカ（1305年 - 1337年） - ヤヴォル公ヘンリク1世と結婚